# Rivolta dei conti
La rivolta dei conti (Revolt of the Earls) del 1075 fu una ribellione di tre conti anglosassoni contro il dominio di Guglielmo il Conquistatore, il duca normanno divenuto sovrano d'Inghilterra dopo l'invasione e la conquista dell'isola del 1066. Fu l'ultimo atto di resistenza inglese contro il dominio normanno.

## Causa
Nel 1075, poiché era in Normandia dal 1073, Guglielmo non si presentò al matrimonio tra Emma (figlia di William FitzOsbern, I conte di Hereford e Adelissa di Tosny) e Ralph de Guader, conte dell'Anglia orientale. Nonostante il re non consentì all'unione in quanto assente, i due si sposarono ugualmente.

## Rivolta
Quindi, in assenza del re, i conti Ralph, Roger di Hereford (neocognato), e Waltheof di Northumbria, iniziarono la rivolta. La rivolta fu tuttavia disastrosa. Ben presto Waltheof si perse d'animo e confessò la cospirazione all'arcivescovo di Canterbury Lanfranco, che esortò il conte Roger a tornare alla sua fedeltà, e infine scomunicò lui e i suoi seguaci, e poi a William, che era in Normandia.
Roger, che doveva portare le sue forze dall'ovest per unirsi a Ralph, fu tenuto sotto scacco sul fiume Severn dal fyrd del Worcestershire che il vescovo inglese Vulstano schierò contro di lui. Ralph nel frattempo incontrò una forza di gran lunga superiore sotto i vescovi guerrieri Oddone di Bayeux e Goffredo di Montbray (quest'ultimo ordinò che a tutti i ribelli fosse tagliato il piede destro) vicino a Cambridge e si ritirò in fretta a Norwich, incalzato dall'esercito reale. Lasciando Emma a difendere il castello di Norwich, Ralph salpò per la Danimarca in cerca di aiuto. Tornò infine in Inghilterra con una flotta di 200 navi al comando di Canuto IV e Hakon, ma non riuscirono a fare nulla di efficace.
Nel frattempo, la contessa resistette a Norwich fino a quando non ottenne condizioni favorevoli per sé e per i suoi seguaci: persero le loro terre ma furono concessi loro  quaranta giorni per lasciare il regno. La contessa si ritirò nella sua tenuta in Bretagna, dove fu raggiunta dal marito.

## Conseguenze
Guglielmo privò Ralph di tutte le sue terre e della sua contea e lo espulse dall'Inghilterra, così Ralph si ritirò nella sua tenuta in Bretagna dove era tornata anche sua moglie. È possibile che anche Brian di Bretagna fosse stato deposto dopo la rivolta e le sue terre concesse al fratellastro di Guglielmo, Roberto conte di Mortain. L'espulsione di Ralph e la perdita delle terre di Brian provocarono indignazione tra i bretoni che vivevano in Inghilterra, così Guglielmo cercò di placare il malcontento donando le terre di Ralph nell'Anglia orientale a un altro bretone, Alano il Rosso.
Anche Roger fu privato dei suoi domini, ma a differenza dell'alleato fu anche condannato alla reclusione perpetua. Fu rilasciato brevemente insieme ad altri prigionieri politici, ma fu presto decapitato nel 1087 dopo la morte di Guglielmo. Il 31 maggio 1076 era stato giustiziato anche Waltheof, sulla collina di St Giles vicino a Winchester: fu l'unico inglese a ricevere questa punizione durante il regno di Guglielmo. Si dice che fosse stato un uomo di immensa forza fisica, ma volitivo e inaffidabile eppure devoto e caritatevole, e quindi fu considerato un martire dagli inglesi. Si racconta che in prossimità della sua tomba, a Crowland nel Lincolnshire, si siano avverati dei miracoli. 